# Kurta

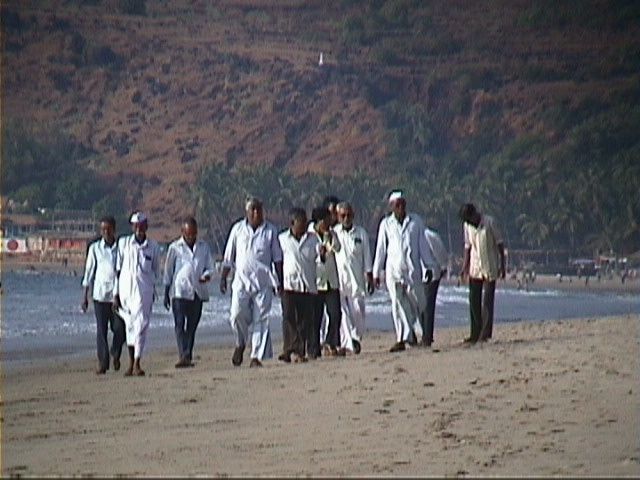
Indiai férfiak kurtában

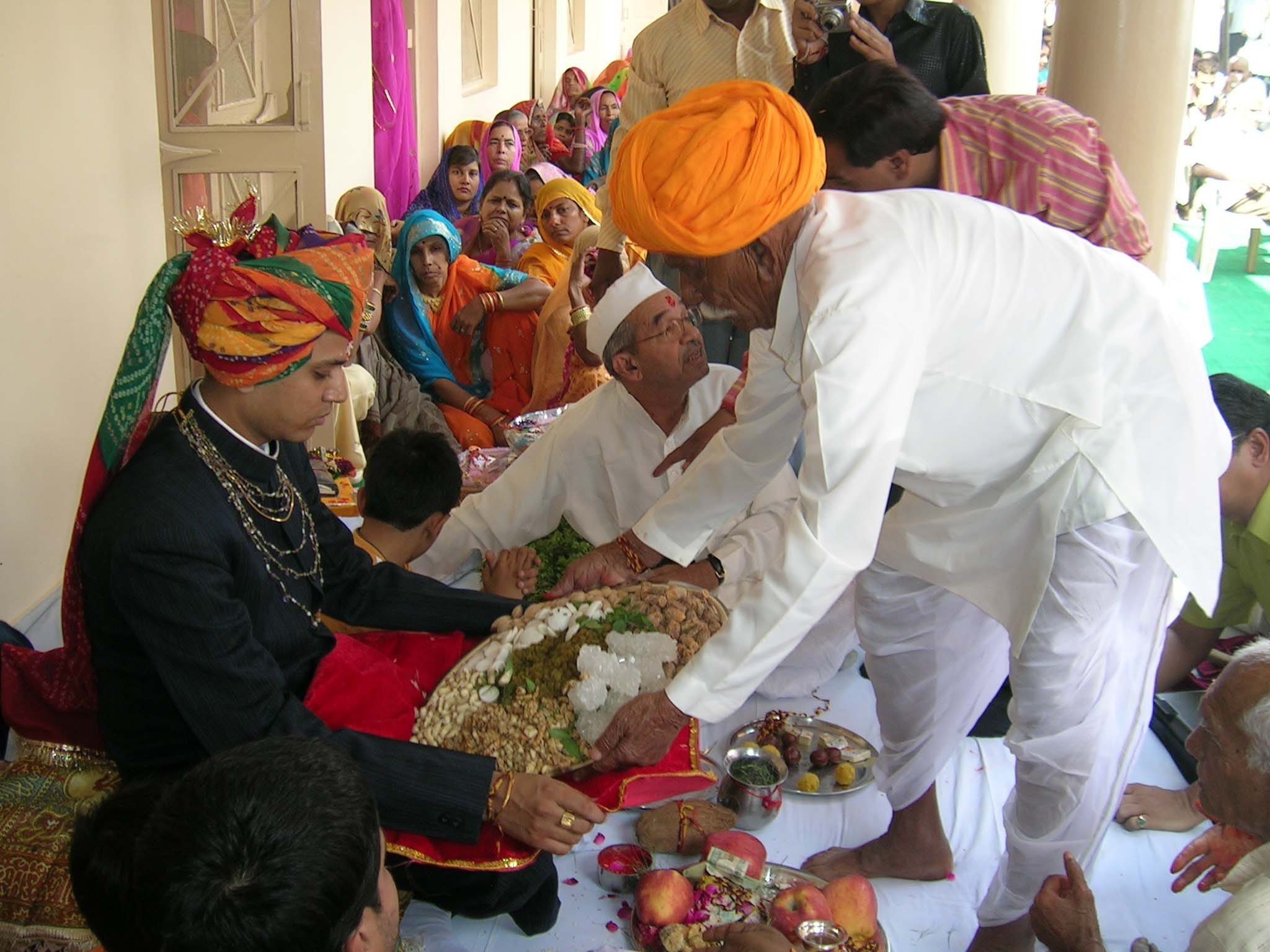
Férfi fehér kurtában

A kurta (néha kurti a nőknek) az észak-indiaiak, bangladesiek, pakisztániak és afganisztániak hagyományos viselete. Ez egy lenge ing, ami a viselője térdéig ér. Nők és férfiak ruházata egyaránt.
A kameez és a kurta közti különbség az, hogy míg a kameez karcsúsított és szűkebb, addig a kurta lezserebb. Általában egyszerű salwarral vagy churidarral viselik.

## Viselése
A kurtát lenge salwar vagy a szűkebb churidar nadrággal hordják. Ezt a felsőt főleg hivatalosabb alkalmakkor viselik, a dél-ázsiai férfiak esetében leginkább, mivel ők a nyugati ruhákat részesítík előnyben, ami a mindennapi öltözködést illeti.
Az elegánsabb kurtákat általában kézileg készítik a dél-ázsiai szabók, akik az ügyfél által hozott anyaggal dolgoznak.
A nyugati nők gyakran hordják blúzként az import kurtákat, legtöbbször farmerral. Ezek a kurták általában sokkal rövidebbek, mint a hagyományos darabok és könnyebb anyagokból készülnek (mint azok az anyagok, amelyeket a kameez-hoz használnak).
Az import kurták nagyon divatosak és elterjedtek voltak az 1960-70-es években, mint a hippie viselet szerves része. Ezután szinte elfelejtették ezeket a blúzokat, ám manapság megint kezdenek divatba jönni. Dél-ázsiai nőket szintén láthatunk a nyugati típusú kurtákat viselni.

## Ősi stílusok

### Lucknovi stílus
Ez a stílus a Mogul Birodalom nábobjai között volt népszerű. A kicicomázott, sűrű díszítés volt rá jellemző. Két stílusban készültek, éspedig a chikankari és a zardosi.

#### Chikankari
A chikankárira jellemző volt a gazdag díszítés. Ezek az öltések a ruha visszájáról voltak. A köztudatban úgy maradt meg, hogy ezt a fajta díszítést Nooriehan, Jehangir mogul uralkodó felesége, vezette be és ő alkotta a ma már megszokott minátkat is. Ez a ruha kitűnő viselet volt India forró klimájánál, mivel lenge anyagokból készült, mint a muszlin, zsorzsett, amiket tiszta fehér cérnával hímeztek.

#### Zardosi
A zarodsi egy gondosabban kidolgozott stílus. Arany cérnát használtak a díszítésre, amivel a szépséget és gazdagságot szimbolizálták. Főleg nehéz esésű anyagokat használtak, mint a bársony vagy a szatén. Muhammed Bin Tughlak uralkodása alatt lett népszerű.

### Patiala stílus
A patiala egy különösen széles fajta nadrág. Ezt a nagy mennyiségű ráncok okozzák a deréknál. Ezek elegánsan esenk a boka irányában. Hogy kihangsúlyozza ezt a bonyolult salwart, a kurta ebben az esetben elég rövid és karcsúsított 

### Pathan stílus
A pathan öltözetet férfiak hordják. Afganisztánból és Pakiszténból ered. Ez az öltözet egy lenge ingből -ami lehet térdközépig érő kurta is, és egy kényelmes, az inggel egyező színű nadrágból áll.

## Modern stílusok
A női kurta nagy változásokon esett át. Nagy hatással volt rá a nyugati divat. Így keletkeztek a sikkes nyugati szabású, hagyományos díszítésű és árnyalatú indo-nyugati ruhák.

### Empire szabású kurta
Ez egy megemelt derekú változata a kurtának. Kihangsúlyozza a melleket, ám takarja a hasat.

### Királykisasszony szabású kurta
Ez a szabás abban különbözik a többitől, hogy berakások vannak a két oldalán, elején és a hátulján. Nagyon elegáns stílus, mivelhogy az anyag esése olyan „királyi”.

### Kaftán szabású kurta
Egy lenge stílusú felső.

### Kurti
A kurta egy rövidebb, nyugatiasított, tunika szabású változata. 

### Köntös szabású kurta
Ez a típus a köntösre hasonlít. Selyemövvel viselik.

### Félvállas szabású kurta
Ez a szabás többet láttat a viselője vállából. A nyakkivágás is eltér a megszokottól. Előnyös a beszűkített derék.

### Bunti aur Babli szabású kurta
Egy sportos szabású, galléros kurta. A stílus kezdeményezője Rani Mukherji volt.

## A férfi kurta
A férfi kurták is hasonló változásokon mentek át mint a női kurták. A hagyományos színeket új árnyalatok váltották fel. A pathanik és a sherwanik rövid, ing alakúak lettek, ám a díszítésük ugyanaz maradt. A tervezők gyakran használnak kínai és hagyományos inggallérokat, v-kivágásokat, harangujjakat is. A modern férfi kurtákat gondosan díszített övek egészítik ki.